# Funicolare di Chiaia
La funicolare di Chiaia è un impianto di trasporto pubblico della città di Napoli, che collega il quartiere centrale del Vomero, ovvero la stazione Vanvitelli della linea 1 della metropolitana, con il quartiere Chiaia, nella zona del Rione Amedeo soprastante la Riviera di Chiaia, nei pressi della stazione Amedeo della linea 2.

## Storia

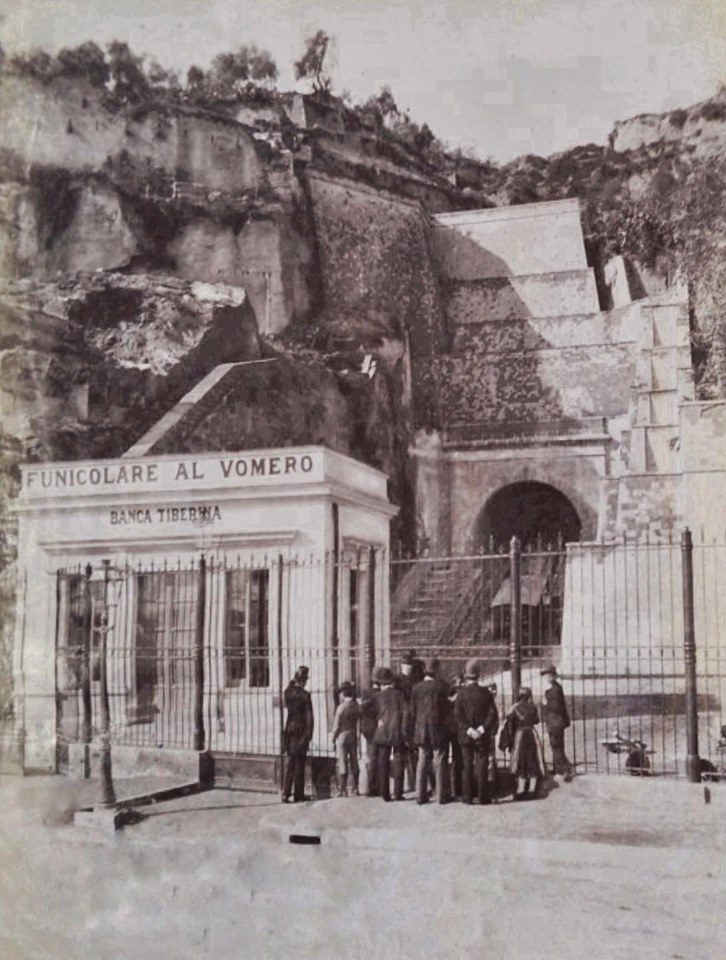
La stazione del Corso Vittorio Emanuele nel 1889

Fu costruita sul finire del XIX secolo, nel 1889, ed è stata la prima funicolare partenopea ad essere costruita. Inizialmente era a vapore e poi fu elettrificata agli inizi del Novecento; la sua lunghezza è di circa 500 metri con una pendenza massima del 29,81%. Il percorso si compone di quattro stazioni, compresi i due capolinea.
La funicolare fu inaugurata il 15 ottobre 1889 ad opera della Banca Tiberina, proprietaria di molto suolo edificabile nella zona del Vomero. Realizzata dalle Officine di Savigliano, inizialmente l'impianto era mosso da due motori a vapore. Dopo pochi anni di esercizio, constatata la poca funzionalità delle motrici a vapore, si optò per l'elettrificazione della linea: la funicolare fu quindi nuovamente inaugurata il 27 febbraio 1900.

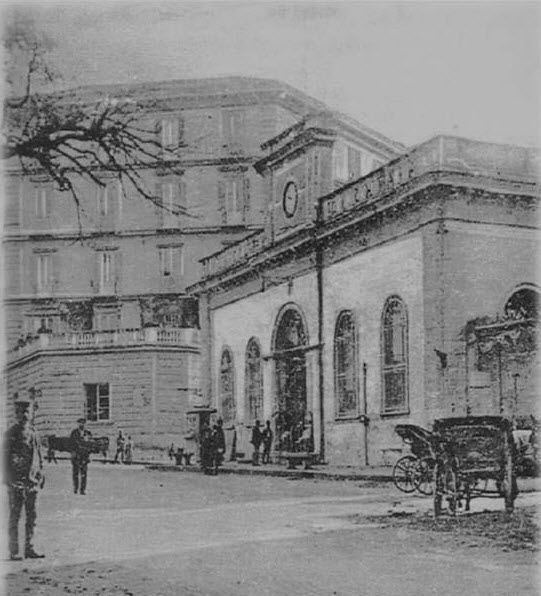
La stazione superiore all'inizio del Novecento

La linea così ammodernata rimase in esercizio sino al 1976, con alcune operazioni di rinnovamento: nel 1914 arrivarono nuove carrozze, mentre nel 1916 iniziarono i lavori per la stazione di Palazzolo, inaugurata dieci anni dopo.
Nel febbraio 1973 le Ferrovie del Vomero, sino ad allora gestori dell'impianto, cedettero la funicolare all'ATAN, insieme alla funicolare di Montesanto. Nel 1976 la funicolare chiuse per lavori di ricostruzione, realizzati dalla Nuova Agudio: furono consolidate le gallerie, rifatto l'armamento e forniti nuovi rotabili. La linea riaprì il 16 settembre 1977, ma i lavori non furono completati: le fermate intermedie, inizialmente soppresse, furono riaperte tra il 1981 (corso Vittorio Emanuele) e il 1989 (Palazzolo), mentre i fabbricati dei capolinea furono demoliti nei primi anni Ottanta. Bisognerà attendere il 2004 per un completo restauro delle stazioni.
Il 1º febbraio 2001 la gestione della funicolare passò a Metronapoli SpA, per poi ritornare all'ANM nel 2013.
Da luglio 2003 ad aprile 2004 è stata effettuata una riqualificazione degli interni delle stazioni e delle vetture. Inoltre, nello stesso arco di tempo è stato anche eseguito un adeguamento tecnico, con installazione di scale mobili ed ascensori e con l'eliminazione delle barriere architettoniche.
Tra agosto e ottobre 2015 è stato eseguito un ulteriore adeguamento tecnico, per aumentare il comfort durante il viaggio, riducendo le vibrazioni, e per aumentare la sicurezza, grazie all'installazione degli avvisatori sonori di chiusura porta.
Dal 1º ottobre 2022 al 31 gennaio 2025, la funicolare è stata chiusa per permettere i lavori di revisione ventennale. I lavori sono stati affidati alla Graffer. La revisione ha riguardato la sostituzione totale delle apparecchiature di trazione (motori, argano, batterie, ecc.) e di tutte le apparecchiature elettromeccaniche asservite, tecnicamente più avanzate. Le due vetture sono state oggetto di restyling, sia per quanto riguarda l'estetica sia per quanto riguarda l'interno, rendendo le vetture anche più capienti fino a 250 posti. Inoltre sono stati rinnovati il software di gestione, l'impiantistica elettrica e la rete telematica, e sono stati installati monitor informativi in tutte le stazioni.

## Descrizione
La stazione a monte è collegata internamente con quella della linea 1 della metropolitana, tramite sottopassaggio. È quindi possibile uscire dalla funicolare e entrare nella metropolitana (e viceversa) senza bisogno di salire in superficie. Invece l'interscambio tra la stazione a valle e la linea 2 della metropolitana è interamente in superficie. Inoltre, la stazione a monte è collegata, sempre tramite sottopassaggio, alla funicolare Centrale ed è nelle vicinanze della funicolare di Montesanto.
Partendo dalla stazione superiore, la seconda stazione, Palazzolo, si trova in via Filippo Palizzi con scalinata che conduce anche a via Gioacchino Toma; poi vi è una terza stazione sita in corso Vittorio Emanuele ed infine la stazione a valle del Parco Margherita.
La funicolare di Chiaia è l'unica delle funicolari napoletane a non avere gli esemplari originali degli orologi delle stazioni, in quanto gli stessi furono prodotti nuovamente dall'orologeria Brinkmann di Napoli, che ha anche prodotto gli orologi delle altre funicolari.
Dopo la riqualificazione del 2004 sono state eliminate tutte le barriere architettoniche. L'ultimo ingresso di ogni treno, è, infatti, sempre situato in corrispondenza degli ascensori presenti in ogni stazione, senza dislivelli. Esiste inoltre uno speciale tornello per l'accesso delle sedie a rotelle. Tali tornelli sono utili anche per passeggini e biciclette.

## Servizio

### Orari di apertura
Il servizio della funicolare di Chiaia inizia alle ore 7:00 del mattino e termina intorno alle ore 2:00 il venerdì e il sabato, termina invece alle ore 00:30 dalla domenica al martedì mentre per il restante dei giorni settimanali termina alle ore 22:30.

## Caratteristiche tecniche
La funicolare è "a binario misto". Infatti, due treni con capacità massima di 250 persone si alternano in salita e in discesa. L'incrocio tra i due sensi di marcia avviene nel tratto a doppio binario compreso tra le stazioni di corso Vittorio Emanuele e Palazzolo. L'argano è posto presso la stazione Cimarosa.

## Materiale rotabile
Nella tratta due treni si alternano nei due sensi di marcia (salita e discesa). Ogni treno è composto da due vetture ed ha una portata massima di 250 persone. Le vetture sono climatizzate e dotate di avvisatore apertura e chiusura porta. Le stazioni sono dotate di porte di banchina, ad apertura automatica, che evitano il rischio di incidenti, in quanto i binari sono inaccessibili fino all'arrivo del treno.

## Percorso
| Unknown route-map component "tKBHFa" |

| Unknown route-map component "tHST" |

| Unknown route-map component "tSPLa" |

| Unknown route-map component "tSPLe" |

| Unknown route-map component "tHST" |

| Unknown route-map component "tKBHFe" |

## Frequentazione
Nel 2022, fino alla chiusura del 1° ottobre per la revisione ventennale, la funicolare di Chiaia ha trasportato 990.000 passeggeri.

## Altre immagini

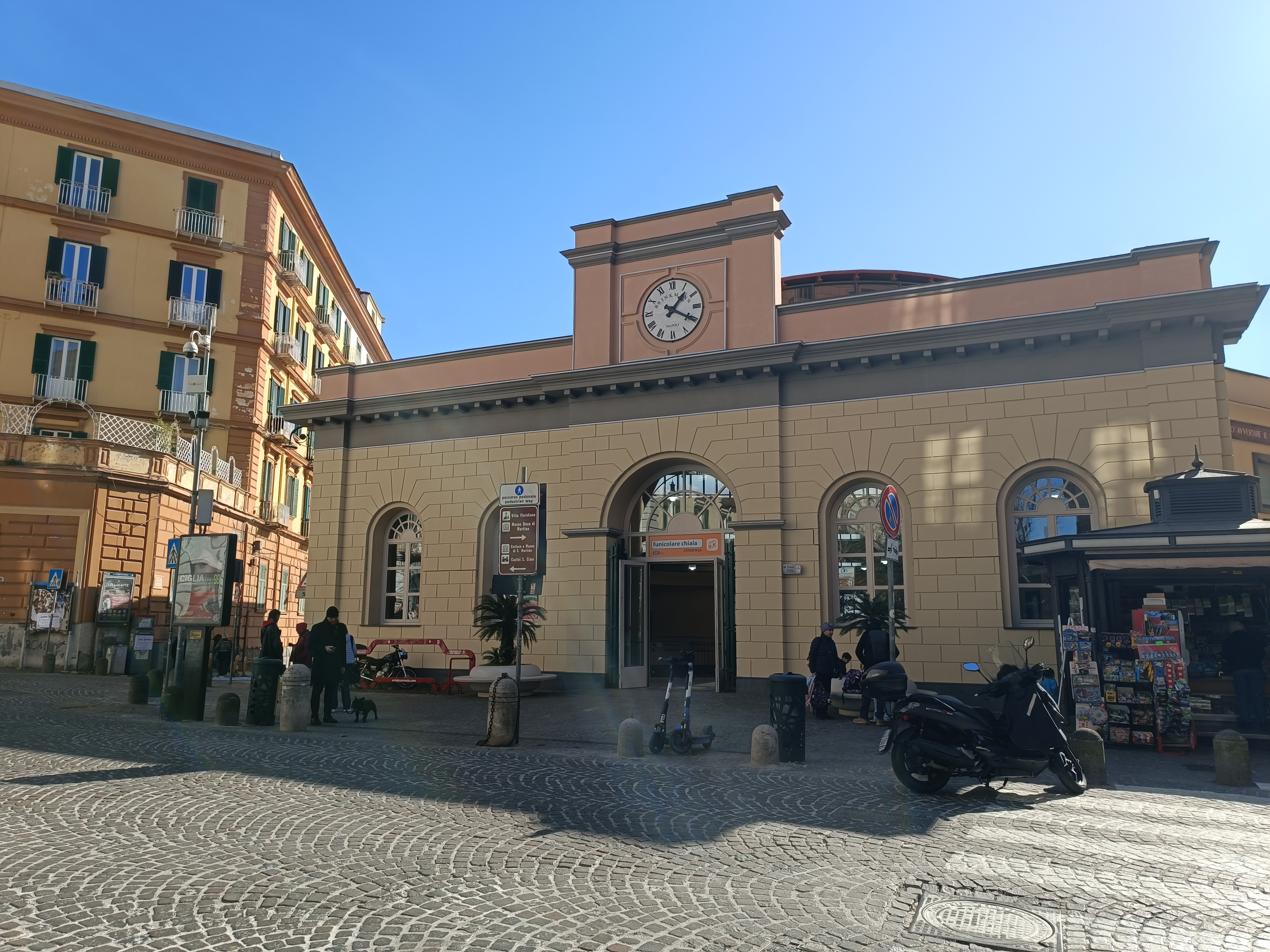
Stazione superiore della funicolare di Chiaia, in via Cimarosa
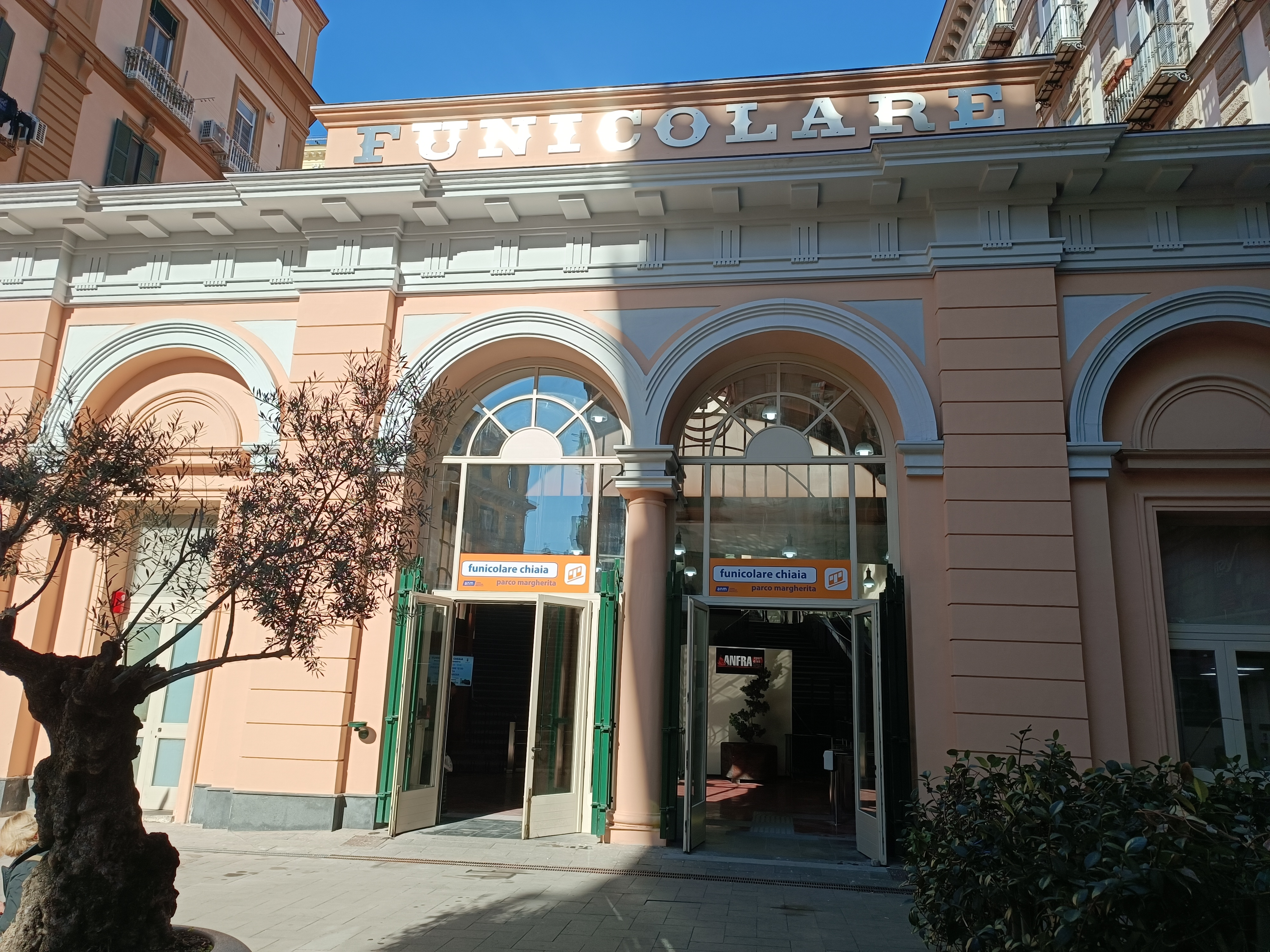
Stazione inferiore della funicolare di Chiaia, in via del Parco Margherita
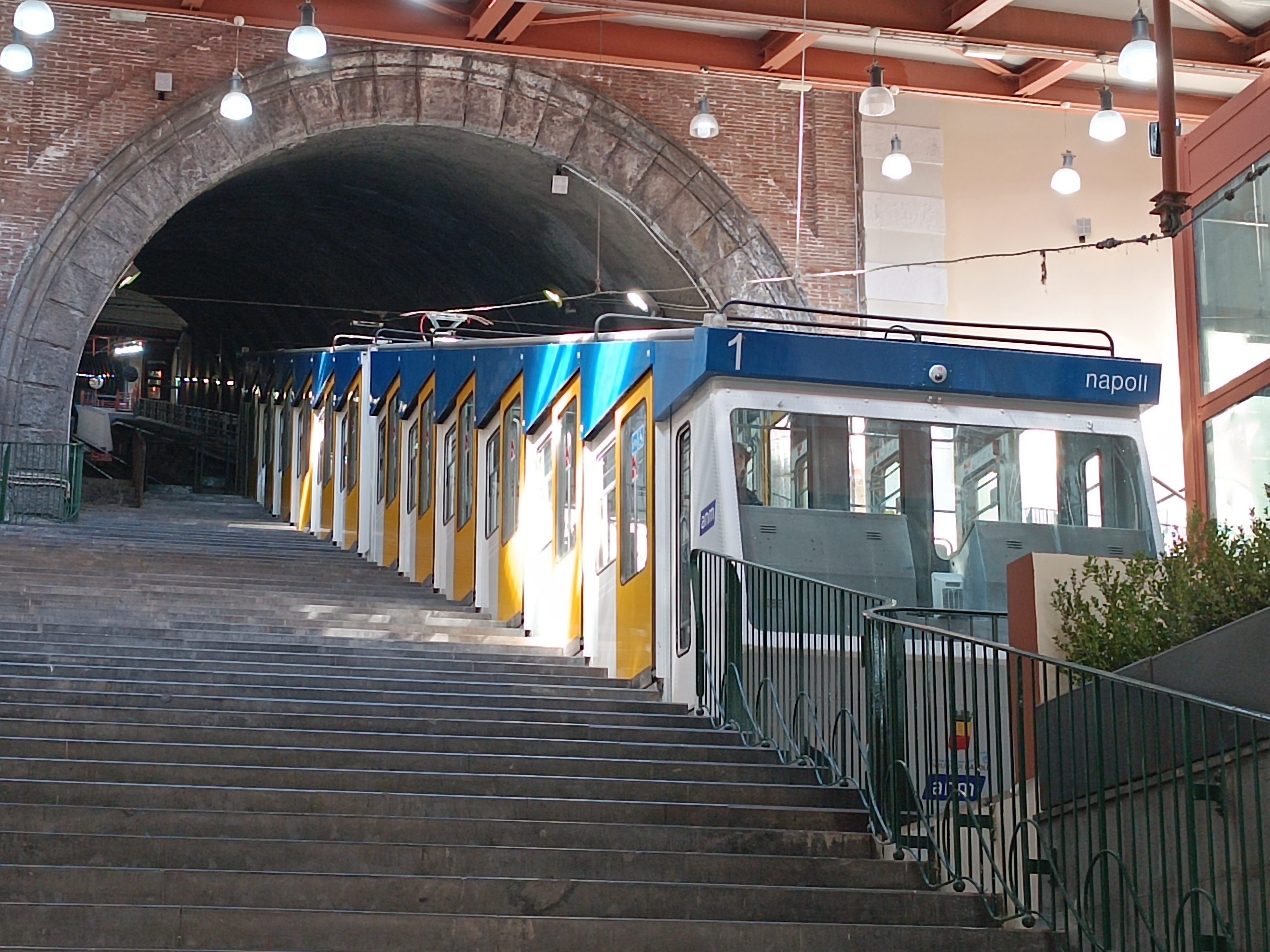
Vettura ferma a Parco Margherita